# جيمس بي ديلغادو
جيمس بي ديلغادو (بالإنجليزية: James P. Delgado)‏ هو مؤلف ومؤرخ وعالم إنسان أمريكي، ولد في 11 يناير 1958 في سان خوسيه في الولايات المتحدة.